# Besseya alpina
Besseya alpina là một loài thực vật có hoa trong họ Mã đề. Loài này được (Gray) Rydb. mô tả khoa học đầu tiên năm 1903.